# Alias Jimmy Valentine (film 1915)
Alias Jimmy Valentine è un film muto del 1915 diretto da Maurice Tourneur, tratto dal lavoro teatrale omonimo di Paul Armstrong che andò in scena il 21 gennaio 1910 con ottimo successo al Wallack's Theatre. Armstrong, per la sua commedia, si ispirò alla storia di O. Henry A Retrieved Reformation. Nel 1920, ne sarebbe stato fatto un rifacimento con Alias Jimmy Valentine, interpretato da Bert Lytell.

## Trama
Jimmy Valentine è un abilissimo scassinatore di casseforti, di notte. Durante il giorno la sua identità è invece quella di Lee Randal, un uomo onesto. Un giorno il suo complice Cotton ha un comportamento irrispettoso nei confronti della giovane Rose Fay, incontrata su un treno, e Jimmy/Lee la difende. Per vendicarsi, Cotton lo denuncia, e Jimmy vien rinchiuso a Sing Sing.
Tempo dopo un importante ed influente uomo politico, nonché facoltoso banchiere, visita il penitenziario in compagnia di una anziana benefattrice e della propria figlia, che non è altri che Rose. Sotto l'influenza del padre di Rose, il signor Fay, Jimmy viene scarcerato anzitempo, e intraprende il lavoro di cassiere nella banca Fay, sotto il nome di Lee Randal, mentre inizia una relazione con Rose e decide di lasciarsi la malavita alle spalle.
Ma l'investigatore Doyle, della polizia, è sulle tracce di Jimmy Valentine, ora ricercato per delle rapine risalenti a tempo addietro, e le sue indagini lo conducono a Lee Randal. Il problema è che non riesce a dimostrare che Randal e Valentine sono la stessa persona. Almeno fino a quando Jimmy/Lee, per liberare la sorellina di Rose che era rimasta rinchiusa nella nuova cassaforte, riprende l'antica consuetudine ed apre lo scrigno con facilità. Doyle manca tuttavia di prove decisive, e, avendo notato la nuova vita onesta di Jimmy, abbandona ogni accanimento.

## Produzione
Il film fu prodotto dalla Peerless Productions. Alcune scene vennero girate nel carcere di Sing Sing. Nell'introduzione del film appare il direttore della prigione, Thomas Mott Osborne.

### Il soggetto
Il racconto di O. Henry A Retrieved Reformation, pubblicato nell'aprile 1903 su Cosmopolitan, si ispira alla vita di Jimmy Connors, compagno in carcere dello scrittore quando quest'ultimo scontava la sua pena nel penitenziario di stato dell'Ohio dopo essere stato condannato nel 1898 per appropriazione indebita.

## Distribuzione
Il copyright del film, richiesto dalla World Film Corp., fu registrato il 23 febbraio 1915 con il numero LU4642.

Distribuito dalla World Film, il film uscì nelle sale statunitensi il 22 febbraio 1915 dopo essere stato presentato in anteprima il 14 febbraio 1915 ai detenuti di Sing Sing ai quali Robert Warwick, durante la lavorazione, aveva promesso che sarebbero stati i primi a poter vedere il film.
Copia completa della pellicola si trova conservata negli archivi della Library of Congress di Washington.